# Château de Cocove
Le château de Cocove est situé sur la commune de Recques-sur-Hem.

## Historique
- Cocove ou Cucehove, sur Recques, est en 1084 un fief tenu du château de Tournehem. Sont mentionnés en 1084: Fulbert et Frumold de Cukhove, en 1243 et 1240: Raoul de Cochove, de 1254 à 1309: Wistace de Cochove[2].
- Wistasse de Concove (Wistace de Cochove), chevalier, fut de l'expedition d'Oisy en 1254.
- Eustache de Cochove est fait chevalier en 1303.
- En juillet 1380 il y avait deux domaines sur Recques: celui de Vrolant et de Cocove[3].
- Jacques-André-Joseph Becquet seigneur de Cocove et de Moyecques, conseiller du Roi, président-juge-général au siège de Justice de Calais[4] construit le château actuel et décède en 1772. Il laisse le domaine dans une situation financière délicate.
- Le château entre dans la famille  Coëtlogon jusqu'au XXe siècle
- Le château est occupé par des soldats anglais ou allemands lors de la deuxième guerre mondiale.
- L'écrivain Paul Nizan y meurt le 23 mai 1940 tué par une balle allemande (lire, Nizan, le destin d'un révolté, par Pascal Ory, Paris, Ramsay, 1980, p 232]